# Isla Danzante
Isla Danzante (deutsch „Tanzende Insel“) ist eine mexikanische Insel im Süden des Golfs von Kalifornien. Administrativ gehört sie zur Gemeinde (municipio) Loreto des Bundesstaates Baja California Sur („Süd-Niederkalifornien“).

## Geographie
Isla Danzante liegt im Süden der Bahía de Loreto auf halber Strecke zwischen der Halbinsel Niederkalifornien und der Insel Carmen, von denen sie je etwa 2 km entfernt ist. Loreto, der Hauptort der Gemeinde, liegt gut 25 km entfernt in nordwestlicher Richtung. Die bergige und unbewohnte Insel ist in Nord-Süd-Richtung etwa 5,5 km lang, in Ost-West-Richtung bis zu 1,6 km breit und weist eine Fläche von 4,15 km² auf. Im Norden der Insel befindet sich eine rund 200 m lange, nur über einen schmalen Isthmus mit der Hauptinsel verbundene Halbinsel. Isla Danzante ist ein Bestandteil des im Juli 1996 proklamierten Nationalparks Bahía de Loreto und gehört somit auch zum 2005 gegründeten UNESCO-Weltnaturerbe „Inseln und geschützte Gebiete im Golf von Kalifornien“ (spanisch Islas y áreas protegidas del Golfo de California).